# Acalypha depressinervia
Acalypha depressinervia é uma espécie de flor do gênero Acalypha, pertencente à família Euphorbiaceae.